# Seiko Kanno
Seiko Kanno (japanisch 菅野 聖子 Kanno Seiko; * 1933 in Sendai, Präfektur Miyagi als Seiko Aizawa; † 1988 in Nagaokakyō, Kyōto) war eine japanische Malerin und Lyrikerin und gehörte ab Mitte der 1960er Jahre zur dritten Generation der Gutai Art Association.

## Leben
Seiko Kanno (ihr Mädchenname war Seiko Aizawa) wurde 1933 in Sendai geboren. Sie begann ihre künstlerische Ausbildung an der Abteilung für Kunstpädagogik der Fukushima-Universität, wo sie sich auf bildende Kunst spezialisierte. Nach ihrem Abschluss entwickelte sie ein Interesse an abstrakter Malerei. Ihr Werk zeigte schon früh eine Experimentierfreude, die verschiedene Disziplinen wie Malerei, Dichtung, Musik, Mathematik und Physik umfasste.

## Gutai
1964 zog Seiko Kanno nach Kōbe, wo sie sich der Gutai-Gruppe unter der Leitung von Jirō Yoshihara anschloss. Zwischen 1968 und 1972 nahm sie an Gutai-Ausstellungen teil. Ihr Werk aus dieser Zeit zeichnet sich durch geometrische und rasterartige Muster aus, die mit präzisen Linien und strenger Komposition erstellt wurden.
Seiko Kanno verstarb 1988 an den Folgen einer Subarachnoidalblutung.

## Werk
Ihre Bilder zeichnen sich häufig durch eine anorganische Komposition aus, die scheinbar keinen emotionalen Ausdruck hat. Seiko Kanno war nicht nur Malerin, sondern auch eine bedeutende Vertreterin der visuellen und konkreten Poesie. Ihre Arbeiten reflektierten philosophische und mathematische Konzepte und wurden stark von ihrer Auseinandersetzung mit Naturwissenschaften beeinflusst. Ein Beispiel ist ihre Serie Differential Equations for Functions Nowhere Differentiable (1988), die mathematische Themen in künstlerische Formen überträgt. Seiko Kanno war Mitglied einer experimentellen, avantgardistischen Dichtergruppe, in der sie sehr visuelle Gedichte unter Verwendung von Symbolen und Katakana-Silben verfasste. Ihr Werk lässt zudem auf ihre Bewunderung für Musik, Physik und Mathematik schließen, denen sie sich in ihren späteren Jahren zuwandte.

## Ausstellungen und Veröffentlichungen
Seiko Kanno stellte international aus, unter anderem in Kanada und Japan. 1975 veröffentlichte sie ihre Gedichtsammlung Plus Minus 3 Sigma. Sie präsentierte ihre Werke in zahlreichen Einzelausstellungen, wie 1983 in der Osaka Contemporary Art Center Gallery und 1987 in der Hiramatsu Gallery, Osaka.

## Vermächtnis
Ihr künstlerisches Schaffen wird in Museen wie dem National Museum of Modern Art in Kyoto gewürdigt, wo mehrere ihrer Werke Teil der ständigen Sammlung sind. Sie gilt als eine der vielseitigsten Künstlerinnen ihrer Zeit, die Kunst, Wissenschaft und Philosophie in einzigartiger Weise verband.